# Ierse literatuur
Ierse literatuur verwijst naar de literatuur van Ierse schrijvers.
Voor een relatief klein eiland, heeft Ierland een onevenredig grote bijdrage geleverd aan de wereldliteratuur. Ierse literatuur omvat de Ierse en Engelse talen. Verreweg de bekendste werken van auteurs afkomstig uit Ierland zijn echter in het Engels geschreven. Literatuur in het Iers geschreven is na literatuur in het Grieks en Latijn de derde oudste literatuurvorm van Europa en een van de belangrijkste vormen van geschreven literatuur in een Keltische taal.

## Oudierse periode
De oudste Ierse teksten zijn Primitief Ierse ogham-inscripties op stenen. De oudste overgebleven manuscripten met daarin Oudierse glossen zijn afkomstig uit Frankrijk, Zwitserland, Duitsland en Italië, waar Ierse monniken werkzaam waren in kloosters.
Het 9e-eeuwse Boek van Armagh is de oudste tekst waarin uitgebreidere Oudierse teksten staan.

### Mythologische teksten
Het 12e-eeuwse Lebor na hUidre en het Boek van Leinster bevatten uitgebreide collecties mythologische teksten. De Oudierse literatuur wordt meestal opgedeeld in vier 'cycli': De Mythologische cyclus, de Ulstercyclus, de Finncyclus en de Historische cyclus. De mythologische teksten worden in de manuscripten onderverdeeld in een aantal genres, gebaseerd op de inhoud van de verhalen.

### Christelijke teksten
De bekendste christelijke teksten zijn de Confessio van Sint Patrick, de Vita Columbae en het reisverhaal over Sint Brandaan.

### Poëzie
Dichters (filidh) hadden een belangrijke plaats in in de Oudierse maatschappij. Poëzie moest aan strikte regels voldoen en was onderverdeeld in een groot aantal genres. Vanaf de vroege middeleeuwen zijn gedichten te vinden in manuscripten, met als bekendste voorbeeld het 8e-eeuwse Pangur Bán. Voorts bevatten veel prozateksten passages in dichtvorm.

## Prijzen
Ierland telt vier winnaars van de Nobelprijs voor Literatuur: William Butler Yeats, George Bernard Shaw, Samuel Beckett en Seamus Heaney.